# 샤이보이 (시크릿의 노래)
〈샤이보이〉(Shy Boy)는 대한민국의 음악 그룹 시크릿의 두 번째 싱글이다. 2011년 1월 6일 로엔 엔터테인먼트를 통하여 발매되었다. 이 노래는 공개되자마자 폭발적인 관심을 받아 각종 음원 차트 1위에 올랐다.

## 발매 과정
시크릿은 2011년 1월 3일에 처음으로 샤이보이의 티저를 공개하며 컴백을 예고하였다. 티저는 이슈를 모았고, 이어 5일 자정에 음원이 공개되었다. 또한 같은 날 재킷 사진도 공개되었는데, 한선화는 샤이보이 컨셉을 위해 유년기 시절 이후 처음으로 단발 머리를 시도하였다.

## 뮤직 비디오
뮤직 비디오는 쟈니브로스의 홍원기 감독이 연출을 맡았으며, 1960년대 아메리칸 레트로라는 컨셉이다. 비디오는 2011년 1월 6일 음원과 동시에 공개되었다. 앞서 공개된 티저 영상에는 개그맨 손헌수가 출연했었다.

## 무대 활동
2011년 1월 6일에 M.net 엠카운트다운에서 첫 컴백 무대를 치렀다. 이날 컴백 무대는 실제 뮤지컬처럼 진행되어, 안무가 강옥순이 인트로 무대에 함께 섰으며, 현직 뮤지컬 배우들도 출연하였다. 시크릿은 엠카운트다운에 이어 뮤직뱅크, 음악중심, 인기가요에서 차례대로 컴백 무대를 진행하였고, 같은 소속사에 속한 개그맨 손헌수가 무대에 특별 출연하였다.
2011년 1월 13일에 엠카운트다운에서 데뷔 이후 음악프로 최초로 1위를 차지하고 2월 4일과 11일, 18일 뮤직뱅크에서 3주 연속으로 1위를 차지해 트리플 크라운을 달성하였다.

## 수록곡
| #             | 제목                        | 작사           | 작곡           | 편곡          | 재생 시간 |
| ------------- | --------------------------- | -------------- | -------------- | ------------- | --------- |
| 1.            | 〈샤이보이〉                | 강지원, 김기범 | 강지원, 김기범 | 강지원        | 3:38      |
| 2.            | 〈No.1〉                    | Marco, 정하나  | Marco          | Marco         | 3:27      |
| 3.            | 〈샤이보이〉 (Instrumental) | 강지원, 김기범 | 강지원, 김기범 | 강지원        | 3:38      |
| 4.            | 〈No.1〉 (Instrumental)     | Marco, 정하나  | Marco          | Marco         | 3:27      |
| 총 재생 시간: | 총 재생 시간:               | 총 재생 시간:  | 총 재생 시간:  | 총 재생 시간: | 14:10     |

## 차트

### 주간 차트
| 차트(2010)          | 샤이보이 | No.1 |
| ------------------- | -------- | ---- |
| 가온 디지털 차트    | 3        | 190  |
| 가온 스티리밍 차트  | 2        | 190  |
| 가온 다운로드 차트  | 7        | -    |
| 가온 BGM 차트       | 11       | -    |
| 가온 모바일         | 2        | 169  |
| 가온 음반 차트      | 10       | -    |
| 가온 노래방 차트    | 8        | -    |
| KBS 뮤직뱅크 K-차트 | 1        | -    |
| 벅스 주간 Top 100   | 2        | -    |
| 엠 카운트다운 차트  | 1        | -    |